# Heures de Charles d'Angoulême
 (septembre 2013).
Les Heures de Charles d'Angoulême est un livre d'heures commandé par Charles d'Angoulême, père du roi François Ier de France actuellement conservé a la Bibliothèque nationale de France de Paris, sous la cote Latin 1173.

## Description
L’originalité de cet ouvrage enluminé pour le comte Charles d’Angoulême en fait un des plus insolites représentants de la grande famille des livres d’heures.
Tant d’audace fut certainement le fruit d’une profonde entente intellectuelle entre l’artiste et le commanditaire et dépasse les limites du livre d’heures conçu comme simple instrument au service de la dévotion personnelle de son propriétaire.
L’esprit licencieux qui, pendant des siècles, caractérisa la cour française, l’absence d’inhibitions d’ordre religieux chez un prince aussi puissant que le comte d’Angoulême et la perspicacité scientifique d’un naturaliste comme Robinet Testard contribuent peut-être à expliquer un tel défi dans ce Moyen Âge finissant.
Par-delà sa vocation d’instrument de dévotion personnelle, ce livre semble avoir également été délibérément conçu et exécuté pour divertir Charles de Valois, attiser sa curiosité (f. 52v), détourner son attention (ff. 28v et 52r), l’amuser (ff. 3r, 4v et 5r), satisfaire son sens esthétique (ff. 16v et 26v), alimenter son goût pour le charme de la vie pastorale (f. 20v), plaire à ce lecteur de romans courtois (f. 2v) et de chevalerie (f. 53v), et même flatter la vanité de ce prince, si l’on accepte l’interprétation allégorique d’Ahuva Belkin (f. 41v).
De plus, il n’est sans doute pas anodin que les feuillets les plus susceptibles d’inspirer la dévotion, tels que ceux du cycle biblique de la Passion, de la Mort et de la Résurrection du Christ (f. 106v), ne soient pas entièrement de la main de Robinet. En effet, ils sont constitués d’une série de douze gravures d’Israël van Meckenem (I. M.) que Testard s’est contenté de colorer de sa palette lumineuse si caractéristique.
Le fait que Robinet Testard ait renoncé à illustrer lui-même le saint des saints du livre d’heures en introduisant à cet endroit le travail d’autres peintres (Jean Bourdichon) ou graveurs (Israël van Meckenem), loin de constituer un acte d’appropriation de l’art d’autrui, doit peut-être plutôt être interprété comme un geste d’honnêteté intellectuelle de l’artiste ne voulant pas se trahir en représentant des scènes auxquelles un naturaliste tel que lui ne pouvait adhérer pleinement.
Par ailleurs, l’introduction d’éléments de nature profane, scènes de genre (ff. 4v et 20v), mythologiques (f. 41v) ou chevaleresques (f. 53v) dans un livre par définition entièrement et éminemment latin, souligne son originalité par rapport aux présupposés canoniques de cette catégorie d’ouvrages.
Nous pourrions même aller plus loin et en conclure que ce curieux creuset artistique renferme presque une subversion envers l’ultime commanditaire du livre d’heures, une profanation de la sacralité du livre d’heures, une antithèse du livre d’heures : un anti-livre d’heures, en définitive.
Il est manifeste combien Robinet Testard fut tributaire de l’art de la gravure, et en particulier de l’œuvre magnifique d’Israël van Meckenem, lors de la confection de ce livre.
Nombreuses sont les miniatures qui retiendront notre attention : la scène si animée de danse pastorale dans l’Annonce aux Bergers, d’un naturalisme accompli en particulier dans les traits et les mouvements des personnages masculins, la mystérieuse scène de la Mort du Centaure chevauché par la Femme Sauvage, avec sa dimension mythologique et sa double signification allégorique, tant morale (Combat entre la Vertu et le Vice) que politique (Mort de Louis XI, « le Roi-Araignée », et de sa fille Madame Anne de Beaujeu), et la scène légendaire du prince Saint Georges de Cappadoce et de la Reine de Lydie, illustration aussi propre à un roman de chevalerie que déplacée dans un livre d’heures.

## Le manuscrit
Le manuscrit est composé de 230 folios. Il comprend 38 miniatures.
| Feuillets | Description                                        | Miniature |
| --------- | -------------------------------------------------- | --------- |
| 1r-6v     | Calendrier liturgique (f. 2v, 3r et 5r: I. M.)     |           |
| 7v        | Christ Pantocrator et le Tétramorphe (I. M.)       |           |
| 9v        | Annonciation (J. B.)                               |           |
| 16v       | Composition végétale avec des oiseaux (I. M.)      |           |
| 17v       | La Pentecôte                                       |           |
| 18v       | Nativité (I. M.)                                   |           |
| 20v       | Annonciation aux bergers: danse paysanne(J. B.)    |           |
| 22v       | Epiphanie ou l'adoration des Mages (J. B.)         |           |
| 24v       | Présentation au Temple                             |           |
| 26v       | Composition végétale                               |           |
| 28v       | Prière à Notre-Dame                                |           |
| 34v       | Jugement de Salomon (I. M.)                        |           |
| 41v       | Décès du Centaure et la femme sauvage              |           |
| 52r       | Acrostiche du Ave Maria                            |           |
| 52v       | Calendrier mobile de la Pâque                      |           |
| 53v       | St. Georges et le dragon (I. M.)                   |           |
| 59v       | Dernière Cène et la prière dans le jardin (I. M.)  |           |
| 74v       | Arrestation (I. M.)                                |           |
| 77v       | Jésus devant Caïphe (I. M.)                        |           |
| 80v       | Flagellation (I. M.)                               |           |
| 87v       | Couronnement d'épines (I. M.)                      |           |
| 89v       | Ecce Homo (I. M.)                                  |           |
| 91v       | Jésus devant Pilate et le lavage des mains (I. M.) |           |
| 94v       | Via Crucis (I. M.)                                 |           |
| 97v       | Crucifixion (I. M.)                                |           |
| 106v      | Déposition et sépulture (I. M.)                    |           |
| 110v      | Résurrection (I. M.)                               |           |
| 113v      | Emmaüs (I. M.)                                     |           |